# قلعة كابوانو
قلعة كابوانو (بالايطالية: Castel Capuano) هي قلعة في نابولي، جنوب إيطاليا. سميت بهذا الاسم لأنها كانت تقع على الطريق المؤدي الى مدينة كابوا. تقع القلعة في الطرف الجنوبي الغربي من شارع فيا دي تريبونالي وكانت تضم حتى وقت قريب محكمة نابولي.

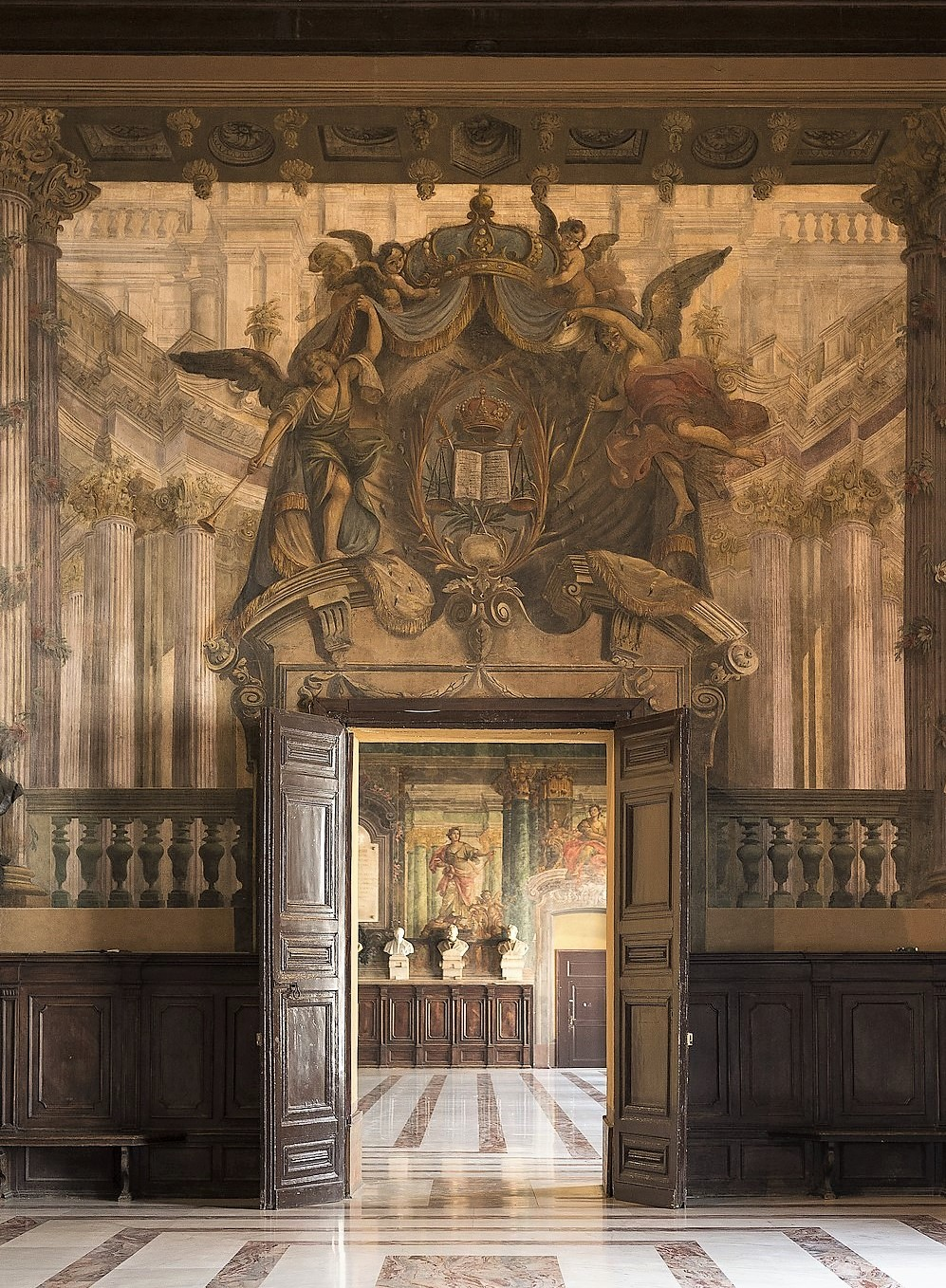
سالا دي بوستي

بُني الهيكل في القرن الثاني عشر على يد ويليام الأول،  ابن روجر الثاني ملك صقلية، أول ملك لمملكة نابولي. ثم قام فريدريك الثاني من هوهنشتاوفن بتوسيع الهيكل وأصبح أحد قصوره الملكية. في 19 أغسطس 1432.
في القرن السادس عشر، في ظل الوصاية الإسبانية على نابولي، دُمجت جميع المكاتب والإدارات القانونية المختلفة بالمدينة داخل القلعة وأصبح تعرف باسم "قاعة العدل فيكاريا" والتي كانت أقبية بمثابة سجن. فوق مدخل القلعة، حيث لا يزال تمثال الإمبراطور تشارلز الخامس، الذي زار نابولي عام 1535، موجوداً.
خضعت القلعة للعديد من الترميمات ، أحدثها عام 1860، ولم تعد تحتفظ بالكثير من مظهرها الأصلي.

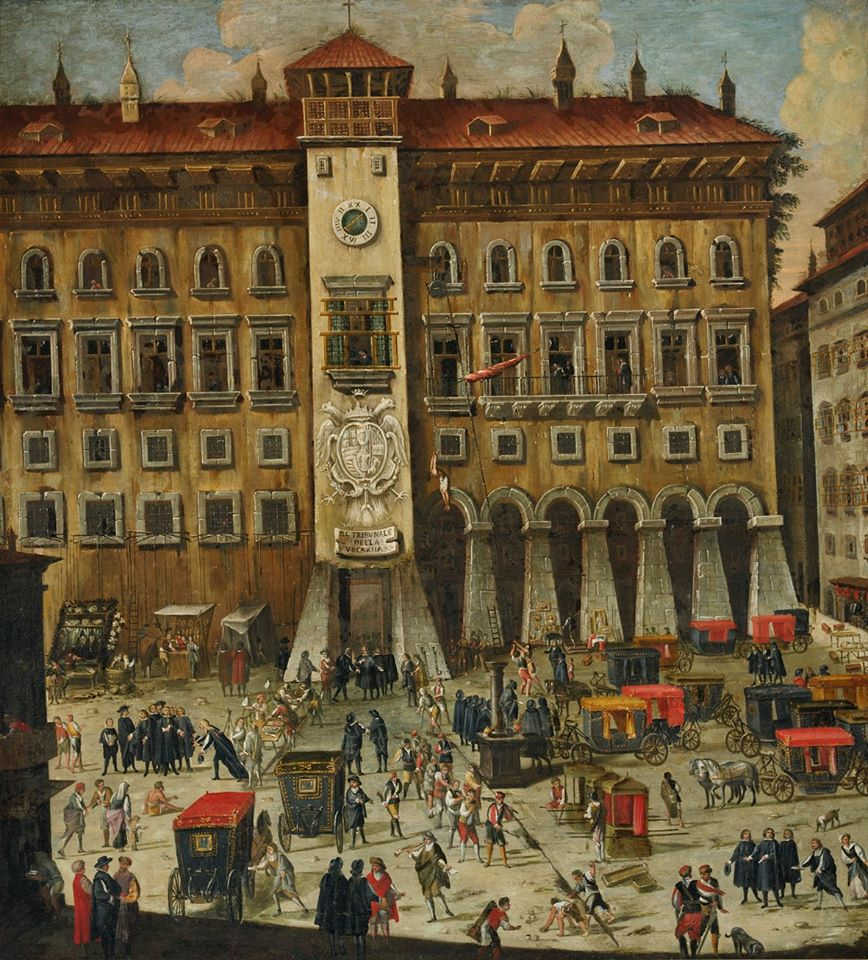
قلعة كابوانو في القرن السابع عشر

## تاريخ
في عهد مملكة أراغون، دُمجت القلعة مع أسوار المدينة الجديدة، ففقدت دورها كحصن دفاعي. وفي السنوات التي أعقبت غزو المدينة، استخدمها ألفونسو من أراغون كمقر رئيسي للعائلة الحاكمة، حيث زُينت بلوحات جدارية من عمل الرسام جاكومارت باكو.
عاشت القلعة أكثر أوقاتها سلاماً بين السبعينيات والتسعينيات من القرن الخامس عشر، عندما كان ألفونسو الثاني ملك نابولي، دوق كالابريا ووريث العرش، أنفق مبالغ طائلة لبناء مساكن "ترفيهية" مترابطة في المنطقة الشرقية من المدينة.
في العقود ما بين القرنين الخامس عشر والسادس عشر، كانت القلعة مسرحًا لأحداث اجتماعية لا تُنسى، مثل احتفالات الزفاف بين فريدريك الثالث ملك هابسبورغ وإيليونورا من أفيز، واحتفالات الزفاف بين سيجيسموند الأول من بولونيا وبونا سفورزا، وبعض التمثيلات المسرحية لأعمال سانزارو.
مع ضم مملكة نابولي إلى تاج إسبانيا في 1503، واجهت جميع المساكن التي كان يسكنها سابقًا ملوك وأمراء أراغون (القلاع والقصور والفيلات) مصيرًا لا يرحم من التدهور. أما بالنسبة إلى قلعة كابوانو، فقد نالت اهتماماً خاصاً من الملك شارل الخامس من هابسبورغ، حيث عاش فيها لبضعة أشهر عند عودته من الإنجاز من القتال مع تونس، حيث استقبل وفودًا مختلفة من إيطاليا الأخرى فيها.
حدث تغيير في وظيفة القلعة افتتح حقبة جديدة في تاريخ المبنى في عام 1537، عندما قرر نائب الملك دون بيدرو دي توليدو، تحويلها إلى بلاط المملكة، حيث جمع فيها كل محاكم العدل التي كانت منتشرة في مواقع مختلفة في المدينة مثل المجلس الملكي المقدس، والغرفة الملكية السومرية، والمحكمة المدنية والجنائية الكبرى للفيكاريا ومحكمة دار سك العملة. ولتستوعب كل هذه الدوائر الحكومية عُدلت بشكل جذري من قبل المهندسين المعماريين فرديناندو مانليو وجيوفاني بينينكاسا حيث هُدمت جميع الهياكل العسكرية النموذجية وأعيد تصميم المساحات الداخلية، بينما اُستخدمت الأقبية كسجن مع غرف تعذيب.

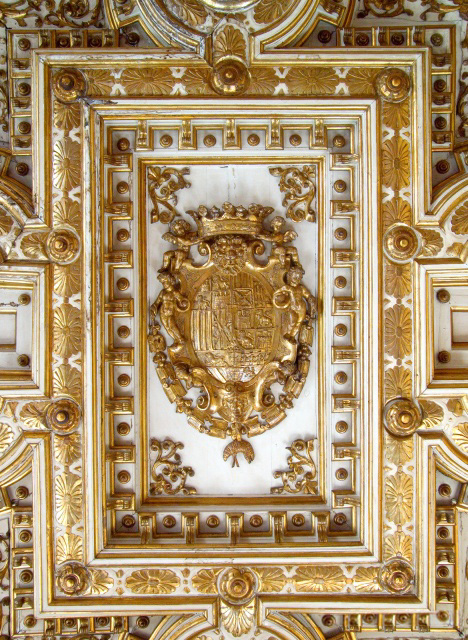
سقف أحدى غرف القلعة حيث رسم شعار أسرة بوربون-نابولي